# Ghiacciaio Gabare
Il ghiacciaio Gabare (in inglese: Gabare Glacier) è un ghiacciaio vallivo lungo circa 9 km e largo 2,6, situato sulla costa di Zumberge, nella parte occidentale della Terra di Ellsworth, in Antartide. In particolare, il ghiacciaio, il cui punto più alto si trova a circa 1.000 m s.l.m., si trova nella parte sud-orientale della dorsale Sentinella, nelle Montagne di Ellsworth. Qui, esso fluisce verso est scorrendo lungo il fianco meridionale del picco Long, nelle cime Petvar, a sud-est del ghiacciaio Drama e a nord-est della testa del ghiacciaio Carey, fino a uscire dalla valle a sud della cima del sopraccitato picco Long.

## Storia
Il ghiacciaio Gabare è stato così battezzato dalla Commissione bulgara per i toponimi antartici in onore del villaggio di Gabare, situato nella Bulgaria nord-occidentale.